# Divisione Nazionale 1937-1938 (rugby a 15)
La Divisione Nazionale 1937-38 fu il 10º campionato nazionale italiano di rugby a 15 di prima divisione.
Si tenne dal 28 novembre 1937 al 24 aprile 1938 tra 8 squadre con la formula del girone unico e, al termine, a laurearsi campione d'Italia fu l'Amatori Milano per l'ottava volta, riprendendo il titolo dalle mani della Rugby Roma, con la quale nei tre precedenti campionati si era alternata al primato nazionale.

## Squadre partecipanti
- Amatori Milano
- GUF Bologna
- GUF Genova
- GUF Milano
- GUF Roma
- GUF Padova
- GUF Torino
- A.S. Roma

## Risultati
|      | 1ª/8ª giornata               |       |
| ---- | ---------------------------- | ----- |
| 4-9  | GUF Roma - GUF Torino        | 8-15  |
| 3-0  | GUF Bologna - GUF Padova     | 3-0   |
| 8-29 | GUF Genova - Amatori Milano  | 3-26  |
| 6-8  | GUF Milano - A.S. Roma       | 8-18  |
|      |                              |       |
|      | 4ª/11ª giornata              |       |
| 8-0  | GUF Roma - GUF Padova        | 5-3   |
| 9-0  | GUF Bologna - GUF Milano     | 0-20  |
| 8-9  | GUF Genova - A.S. Roma       | 11-13 |
| 3-3  | Amatori Milano - GUF Torino  | 12-6  |
|      |                              |       |
|      | 7ª/14ª giornata              |       |
| 8-0  | GUF Padova - GUF Milano      | 0-12  |
| 13-8 | GUF Torino - A.S. Roma       | 6-0   |
| 6-6  | GUF Roma - GUF Genova        | 25-6  |
| 9-0  | Amatori Milano - GUF Bologna | 19-0  |

|      | 2ª/9ª giornata              |      |
| ---- | --------------------------- | ---- |
| 32-3 | Amatori Milano - GUF Roma   | 36-0 |
| 3-6  | A.S. Roma - GUF Bologna     | 0-9  |
| 3-3  | GUF Genova - GUF Padova     | 8-12 |
| 20-3 | GUF Torino - GUF Milano     | 11-3 |
|      |                             |      |
|      | 5ª/12ª giornata             |      |
| 16-3 | A.S. Roma - GUF Roma        | 3-6  |
| 9-16 | GUF Milano - GUF Genova     | 5-11 |
| 0-8  | GUF Bologna - GUF Torino    | 3-19 |
| 8-17 | GUF Padova - Amatori Milano | 6-26 |
|      |                             |      |

|      | 3ª/10ª giornata             |       |
| ---- | --------------------------- | ----- |
| 6-8  | GUF Roma - GUF Bologna      | 8-0   |
| 6-15 | GUF Milano - Amatori Milano | 0-30  |
| 8-9  | GUF Padova - A.S. Roma      | 0-6   |
| 29-3 | GUF Torino - GUF Genova     | 14-11 |
|      |                             |       |
|      | 6ª/13ª giornata             |       |
| 3-9  | A.S. Roma - Amatori Milano  | 0-47  |
| 3-6  | GUF Milano - GUF Roma       | 6-08  |
| 21-6 | GUF Torino - GUF Padova     | 7-5   |
| 3-3  | GUF Genova - GUF Bologna    | 5-15  |

## Classifica
| Pos | Squadra        | G  | V  | N | P  | PF  | PS  | DP   | Pt |
| --- | -------------- | -- | -- | - | -- | --- | --- | ---- | -- |
| 1   | Amatori Milano | 14 | 13 | 1 | 0  | 309 | 46  | +263 | 27 |
| 2   | GUF Torino     | 14 | 12 | 1 | 1  | 181 | 69  | +112 | 25 |
| 3   | GUF Roma       | 14 | 7  | 1 | 6  | 96  | 143 | −47  | 15 |
| 4   | A.S. Roma      | 14 | 8  | 0 | 6  | 123 | 140 | −17  | 14 |
| 5   | GUF Bologna    | 14 | 6  | 1 | 7  | 59  | 126 | −67  | 13 |
| 6   | GUF Genova     | 14 | 2  | 3 | 9  | 102 | 198 | −96  | 7  |
| 7   | GUF Padova     | 14 | 2  | 1 | 11 | 59  | 128 | −69  | 5  |
| 8   | GUF Milano     | 14 | 2  | 0 | 12 | 81  | 160 | −79  | 4  |

## Verdetti
- Amatori Milano: campione d'Italia.